# Reithrodon typicus
La rata conejo oriental (Reithrodon typicus) es una especie de roedor del género Reithrodon de la familia Cricetidae. Habita en el centro-este del Cono Sur de Sudamérica. 

## Taxonomía
Esta especie fue descrita originalmente en el año 1837 por el naturalista inglés George Robert Waterhouse.
El ejemplar tipo fue colectado en Maldonado, Uruguay, por Charles Darwin durante su famoso viaje alrededor del mundo.
Localidad tipo
La localidad tipo referida es: “Maldonado, departamento de Maldonado, Uruguay”.
Caracterización y relaciones filogenéticas
En el año 1920 el zoólogo Oldfield Thomas describió con ejemplares de Goya (Corrientes) un subespecie: Reithrodon typicus currentium, la cual no fue reencontrada nuevamente.

## Distribución geográfica y hábitat
Sus especies se distribuyen en el Uruguay y el nordeste de la Argentina, en la mesopotamia, con registros en las provincias de Corrientes y especialmente Entre Ríos.

## Conservación
Según la organización internacional dedicada a la conservación de los recursos naturales Unión Internacional para la Conservación de la Naturaleza (IUCN), al no poseer mayores peligros y vivir en muchas áreas protegidas, la clasificó como una especie bajo “preocupación menor” en su obra: Lista Roja de Especies Amenazadas.